# Tang Chih-chun
Tang Chih-chun (chiń. 湯智鈞; pinyin Tāng Zhìjūn); ur. 16 marca 2001) – chiński łucznik z Tajwanu, wicemistrz olimpijski z Tokio 2020.

## Wyniki
| Impreza             | Rok        | Miejsce            | Konkurencja   | Pozycja     |                      |      |       |               |            |
| ------------------- | ---------- | ------------------ | ------------- | ----------- | -------------------- | ---- | ----- | ------------- | ---------- |
| Impreza             | Rok        | Miejsce            | Konkurencja   | Pozycja     | Igrzyska olimpijskie | 2020 | Tokio | indywidualnie | 4. miejsce |
| drużynowo           | . miejsce  |                    |               |             | Igrzyska olimpijskie | 2020 | Tokio |               |            |
| mikst               | 9. miejsce |                    |               |             | Igrzyska olimpijskie | 2020 | Tokio |               |            |
| Mistrzostwa świata  | 2019       | 's-Hertogenbosch   | indywidualnie | 8. miejsce  |                      |      |       |               |            |
| Mistrzostwa świata  | 2019       | 's-Hertogenbosch   | drużynowo     | 8. miejsce  |                      |      |       |               |            |
| Mistrzostwa świata  | 2019       | 's-Hertogenbosch   | mikst         | 4. miejsce  |                      |      |       |               |            |
| Igrzyska azjatyckie | 2018       | Dżakarta-Palembang | indywidualnie | 17. miejsce |                      |      |       |               |            |
| Igrzyska azjatyckie | 2018       | Dżakarta-Palembang | drużynowo     | . miejsce   |                      |      |       |               |            |
| Igrzyska azjatyckie | 2018       | Dżakarta-Palembang | mikst         | 5. miejsce  |                      |      |       |               |            |